# Josef Skrbek
Josef Skrbek (23. února 1866 Vysoké nad Jizerou – 20. května 1928 Stará Boleslav) byl český lékař, ortoped, dermatolog a chirurg, majitel soukromého lékařského sanatoria v Praze. Jako první lékař českých zemích zavedl léčbu elektřinou.

## Život

### Mládí a praxe
Narodil se ve Vysokém nad Jizerou. Po vychození obecné a střední školy vystudoval Lékařskou fakultu Karlo-Ferdinandovy univerzity v Praze, kde odpromoval. Začátkem 90. let 19. století si v Praze zřídil soukromou praxi se zaměřením na léčbu revmatických nemocí, bolesti kloubů, nespavosti či bolení hlavy. Nabízel též fyzioterapeutickou péči v podobě hodin ortopedického tělocviku či chirurgickou praxi. Jeho ordinace sídlila v Kateřinské 19 na Novém Městě, nedaleko Komenského náměstí (později I. P. Pavlova).

### Léčba elektřinou
Jako první lékař v českých zemích prováděl již v počátcích své praxe léčbu nespavosti či bolesti kloubů s pomocí přikládání elektrod. V tisku bylo inzerováno, že jsou s pomocí elektrického proudu v ordinaci prováděny také dermatologické zákroky, jako ostraňování kožních skvrn a znamének.

### Úmrtí
Josef Skrbek zemřel náhle 20. května 1928 ve Staré Boleslavi následkem aterosklerózy a anginy pectoris při cestě autem ve věku 62 let. Jeho ostatky byly zpopelněny v Olšanském krematoriu a urna pohřbena v rodinném hrobě na Olšanských hřbitovech.